# Barbara La Marr

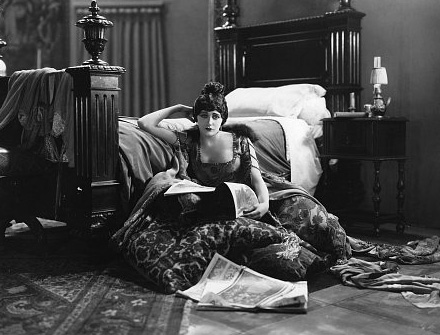
Barbara La Marr (1922)

Barbara La Marr, eigentlich Reatha Dale Watson (* 28. Juli 1896 in North Yakima, Washington; † 30. Januar 1926 in Altadena, Kalifornien) war eine US-amerikanische Schauspielerin, Drehbuchautorin und Journalistin. Bekannt wurde sie auch unter ihrem Beinamen „The Too Beautiful Girl“. Von 1920 bis 1926 trat sie in fast 30 Filmen auf.

## Leben

### Kindheit und Jugend
Barbara La Marr wurde als Kind unbekannter Eltern und Herkunft geboren. Es existiert keine Geburtsurkunde. Als einen Monat altes Baby wurde sie von der Familie Watson adoptiert und auf den Namen Reatha getauft. Ihre Adoptiveltern gaben als ihren Geburtsort North Yakima, Washington, an, obwohl sie selbst stets auf Richmond, Virginia, beharrte und dies auch auf jeder öffentlichen Urkunde, einschließlich Heiratsurkunden, angab. Bereits als Kind und Teenager fiel sie durch ihre Schönheit auf.
Die Familie zog oft um, da Barbaras Vater, William Watson, als Zeitungsredakteur arbeitete und unter anderem in Portland (Oregon), Tacoma, Washington, D.C. tätig war. In Tacoma gab Barbara 1904 ihr Bühnendebüt als Eva in Onkel Toms Hütte. Später, als ihre Eltern mit ihr nach Palmdale in das Imperial Valley, Kalifornien, zogen, bot sich ihr die Möglichkeit, das nicht weit entfernte Los Angeles kennenzulernen.
Im Alter von nur 14 Jahren trat sie dort als Burlesque-Tänzerin auf. Dies hatte zur Folge, dass sie verhaftet und vor das Jugendgericht gestellt wurde. Da sie minderjährig war, hatte sie mit ihren Auftritten gegen das Gesetz verstoßen. Im Verlauf des Gerichtsverfahrens bescheinigte der Richter der jungen Reatha: „You are too beautiful for your own good.“ Das Verfahren wurde zufällig von der Reporterin Adela Rogers St. John verfolgt, die eine gute Story witterte und die schöne Barbara zu sich ins Büro kommen ließ. Das Ergebnis war ein zweiseitiger Artikel über sie im L. A. Examiner.

### Karriere
Barbara La Marr gilt als eine der ersten Frauen aus Kalifornien, die es in der Filmindustrie zu Reichtum gebracht haben. Allerdings hatte sie bereits vor ihrer Karriere als Schauspielerin als erfolgreiche Drehbuchautorin für unterschiedliche Studios Filmskripts verfasst.
Zunächst begann sie 1913 als professionelle Tänzerin, wobei sie sich den Stil von Isadora Duncan zum Vorbild nahm. Nebenbei schrieb sie Artikel, die in der Zeitung ihres Vaters veröffentlicht wurden. Barbara trat unter anderem in Chicago, New Orleans und New York auf und tanzte 1915 auf der Weltausstellung in San Francisco. Einer ihrer Tanzpartner war auch Rudolph Valentino, mit dem sie zeit ihres Lebens befreundet blieb. Um 1918 begann sie, für Hollywood Drehbücher zu schreiben und änderte ihren Namen in Barbara La Marr. Ihre Arbeit wurde mit Begeisterung aufgenommen. Sie schrieb unter anderem die Drehbücher für Filme wie Rose of Nome, The Mother of His Children, Little Grey Mouse und My Husband’s Wives und erhielt Gagen bis zu 10.000 US-Dollar.
Aufgrund ihrer Schönheit fiel Barbara La Marr den Produzenten auf und erhielt bald Angebote für kleine Rollen in Filmen, die sie jedoch ablehnte. Mary Pickford, damaliger Superstar des Films, gab ihr schließlich einen Rat: „My Dear, you are too beautiful to be behind a camera. Your vibrant magnetism should be shared by film audiences.“ Louis B. Mayer, Chef des neu gegründeten Studios MGM, war auf der Suche nach neuen Gesichtern und nahm Barbara sofort unter Vertrag. Ihr erster Film wurde Harriet and the Piper, in dem sie zunächst eine Nebenrolle spielte.
Ihr endgültiger Durchbruch gelang ihr in der Rolle der Milady de Winter in Die drei Musketiere (1921), die ihr Douglas Fairbanks Sr. vermittelte, nachdem er sie bereits in The Nut (1921) als Partnerin gewählt hatte. Das Publikum hatte seinen neuen Star, La Marr drehte nun einen Film nach dem anderen. Unter ihren Befürwortern befanden sich Kollegen wie Charlie Chaplin, Gloria Swanson, Wallace Reid und Buster Keaton. Ein weiterer Höhepunkt ihrer Karriere war Der Gefangene von Zenda (1922). Für den Film The Eternal City (1923) drehte sie an Originalschauplätzen in Rom, zu dieser Zeit etwas völlig Ungewöhnliches.
1924 schloss sie einen neuen Vertrag mit der First National, der ihr mehr Möglichkeiten und mehr Geld einbrachte, das sie dringend benötigte, um ihren extravaganten Lebensstil und zunehmende Abhängigkeit von Betäubungsmitteln zu finanzieren. Mit The White Moth (1924) entstand ein Film, der auf einem von La Marr geschriebenen Gedicht basierte. Sie schrieb außerdem das Drehbuch und spielte die Hauptrolle. Fünf weitere Filme sollten bis 1926 folgen, ehe Barbara La Marrs Tod ihre erfolgreiche Karriere beendete. Barbara La Marrs Beerdigung wurde von 40.000 Menschen begleitet, die Inschrift auf ihrem Grab lautet „With God in the Joy and Beauty of Youth.“ Ihr letzter Film The Girl from Montmartre wurde posthum aufgeführt und wurde vom internationalen Publikum gut aufgenommen.

### Familie
Barbara La Marr war fünf Mal verheiratet. 1913 heiratete sie in erster Ehe den Rancher Jack Lytell aus Arizona. Lytell verstarb bereits einige Monate nach der Hochzeit an einer Lungenentzündung. Bereits am 2. Juni 1914 schloss La Marr eine neue Ehe mit dem reichen Anwalt Lawrence Converse. Die Ehe wurde jedoch wenige Tage später für ungültig erklärt und annulliert, da Converse bereits eine Ehefrau und drei Kinder hatte. Er wurde als Bigamist verhaftet. Es stellte sich heraus, dass er ein Blutgerinnsel im Gehirn hatte. Der Versuch einer Operation endete für Converse tödlich.
Am 13. Oktober 1916 verheiratete sich Barbara La Marr zum dritten Mal. Ihr Mann wurde der Tänzer und Schauspieler Phil Ainsworth. Doch auch diese Ehe stand unter keinem guten Stern. Ainsworth wurde des Scheckbetrugs angeklagt und musste eine Haftstrafe im Gefängnis San Quentin verbüßen. Barbara reichte 1918 die Scheidung ein. Noch im gleichen Jahr heiratete sie Ben Deeley (1878–1924), einen ihrer Tanzpartner. Deeley war ein Alkoholiker und dem Glücksspiel verfallen. Die Ehe wurde 1921 aufgelöst. 1923 heiratete Barbara La Marr zum fünften und letzten Mal den Cowboy-Star Jack Daugherty (1895–1938). Die Ehe endete erst mit Barbaras Tod, bestand zu dieser Zeit jedoch nur noch auf dem Papier. Daugherty beging 1938 Selbstmord.
Aus keiner von Barbara La Marrs fünf Ehen gingen Kinder hervor. 1923 adoptierte sie jedoch ein Baby, einen Jungen, den sie Marvin Carville La Marr nannte. Als Grund gab sie an, dass sie genug von Männern habe und einen Menschen wolle, der nur ihr allein gehöre. Nur ihre engsten Freunde wussten, dass das Baby in Wirklichkeit ihr leiblicher Sohn war, Frucht einer ihrer vielen Affären. Um das Gesicht zu wahren und dem Kind den Makel der unehelichen Geburt zu ersparen, begab sie sich für einige Zeit bis zur Geburt nach Texas. Anschließend kehrte sie im Rahmen einer Personal Appearance Tour zurück und adoptierte ihr Kind offiziell vom Hope-Cottage-Waisenhaus.

### Krankheit und Tod
Bei den Dreharbeiten zu ihrem dreizehnten Film Souls for Sale (1923) verletzte sich Barbara La Marr unglücklich am Knöchel. Da der Film fertiggestellt werden musste, verordnete ihr der Studioarzt verschiedene Mittel, um die Schmerzen zu betäuben. Morphin und Kokain waren darunter, aber auch Heroin. Der Schauspielerin wurde zunächst nicht mitgeteilt, was sie für „Medizin“ erhielt. Als der Film abgedreht war, war sie heroinabhängig. In Zusammenspiel mit ihrer Vorliebe für stark alkoholische Cocktails ergab dies eine äußerst schädliche Mischung.
In den folgenden Jahren drehte Barbara La Marr einen Film nach dem anderen und führte ein reges Gesellschaftsleben. La Marr schätzte Partys und gönnte sich keine Erholung. „I never sleep more than two hours a day. I have better things to do.“ behauptete sie selbst. Ein Übermaß an Essen, Alkohol und anderen Drogen führten zu einer Gewichtszunahme, gegen die sie mit extremen Hungerdiäten ankämpfte.
Ihre zunehmenden gesundheitlichen Probleme und Drogenabhängigkeit kamen auch ihren Arbeitgebern zu Gehör, aber da La Marr nach wie vor hinreißend aussah, schien es keinen Handlungsbedarf zu geben. 1925 begab sie sich kurzzeitig in ein Sanatorium, aber kaum zurück, begann die Arbeit an ihrem nächsten Film The Girl from Montmartre. Während der Dreharbeiten nahm Barbara La Marr weiterhin Alkohol, Heroin und Kokain zu sich, um sich auf den Beinen zu halten. Gegen Ende des Jahres brach sie am Set zusammen und wurde nach Hause gebracht. Sie sank ins Koma. Als sie wieder erwachte, übergab sie ihren Sohn der Obhut ihrer Freundin, der Schauspielerin ZaSu Pitts, welche ihn zusammen mit ihrem Ehemann Tom Gallery nach Barbaras Tod adoptierte. Marvin erhielt einen neuen Namen – Donald Gallery. Er erfuhr erst später, dass Barbara La Marr seine leibliche Mutter war. Im Oktober 2014 starb er mit 92 Jahren.
Ihre Gesundheit war zerstört. Sie war an Tuberkulose erkrankt und wartete buchstäblich auf den Tod. Am 30. Januar 1926 verstarb sie in ihrem Haus in Altadena, Kalifornien.

## Filmografie
- 1920: Harriet and the Piper
- 1920: Flame of Youth
- 1921: The Nut
- 1921: Desperate Trails
- 1921: Die drei Musketiere
- 1921: Cinderella of the Hills
- 1922: Arabian Love
- 1922: Domestic Relations
- 1922: Der Gefangene von Zenda
- 1922: Die Schlange von Paris (Trifling Women)
- 1922: Im Wirbel der Fluten (Quincy Adams Sawyer)
- 1923: Poor Men’s Wives
- 1923: The Hero
- 1923: The Brass Bottle
- 1923: Der Markt der Seelen (Souls for Sale)
- 1923: Strangers of the Night
- 1923: St. Elmo
- 1923: The Eternal Struggle
- 1923: The Eternal City
- 1924: The Name Is Woman
- 1924: Die Frau, die betrogen wurde (The Shooting of Dan McGrew)
- 1924: The White Moth
- 1924: Hello Frisco
- 1924: Sandra
- 1925: The Heart of a Siren
- 1925: The White Monkey
- 1926: The Girl from Montmartre